# Allophryne
Az Allophryne  a kétéltűek (Amphibia) osztályába és  a békák (Anura) rendjébe az Allophrynidae családjába tartozó egyetlen nem. A családba tartozó fajok az Amazonastól északra és délre eső területeken is honosak, példányaikat megfigyelték Venezuela, Suriname, Guyana, Francia Guyana és Brazília síkvidéki részein.
A nembe az alábbi fajok tartoznak:
- Allophryne relicta Caramaschi, Orrico, Faivovich, Dias & Solé, 2013[1]
- Allophryne resplendens Castroviejo-Fisher, Pérez-Peña, Padial & Guayasamin, 2012[2]
- Allophryne ruthveni Gaige, 1926